# Matamoros, Coahuila
Matamoros là một đô thị thuộc bang Coahuila, México. Năm 2005, dân số của đô thị này là 99707 người.